# Шаріпкулово
Шаріпку́лово (рос. Шарипкулово, башк. Шәрипҡол) — присілок у складі Кармаскалинського району Башкортостану, Росія. Входить до складу Карламанської сільської ради.
Населення — 403 особи (2010; 435 в 2002).
Національний склад:
- башкири — 99 %